# Xã Chandler, Quận Huron, Michigan
Xã Chandler (tiếng Anh: Chandler Township) là một xã thuộc quận Huron, tiểu bang Michigan, Hoa Kỳ. Năm 2010, dân số của xã này là 472 người.